# Holbav
Holbav is een Roemeense gemeente in het district Brașov.
Holbav telt 1287 inwoners.